# Lo stato dell'unione (romanzo Tullio Avoledo)
Lo stato dell'unione è un romanzo ucronico fantapolitico dello scrittore italiano Tullio Avoledo pubblicato nel 2005.

## Trama
Alberto Mendini è un cinquantenne agente di pubblicità, reduce da un caso che gli ha intralciato la brillante carriera, ma con una famiglia apparentemente felice che vive in una regione dell'Italia nordorientale. Un giorno viene contattato dall'assessore regionale Enrica Martinelli che lo incarica di guidare un team assemblato per promuovere la "Giornata dell'Orgoglio Celtico", che la regione ha deciso d'istituire. Pur essendo ignorante in materia, Alberto accetta l'incarico e prende le redini della squadra, costituita da un gruppo eterogeneo di individui più o meno giovani. Alberto nel frattempo si è fatto amico di un  misterioso americano stabilitosi in Italia, di nome Neal Armstrong, il quale contribuirà ad aprirgli gli occhi sui fatti nei quali viene sempre più coinvolto; scoprirà che la Martinelli ha forti legami di collaborazione con Hans Albert Mayer, governatore del Bundesland austriaco confinante e propugnatore di una sorta di "razzismo morbido". 
Un giorno, uno dei colleghi della squadra di lavoro di Alberto non riesce a tenere a freno la lingua e il pubblicitario viene così a sapere quale sia il vero progetto della Martinelli: la secessione della regione dall'Italia e la costituzione di un nuovo stato chiamato Boezia (nome ispirato dalla popolazione dei Galli Boi), del quale dovrebbero far parte anche il Land amministrato da Mayer ed altre zone limitrofe. La fuga di notizie mette però in allarme i collaboratori più stretti della Martinelli che, temendo che il progetto venga sventato, provvedono ad eliminare gli elementi ritenuti ormai inaffidabili.
La costituzione della Boezia e la contemporanea insurrezione delle varie patrie celtiche d'Europa si realizzano ma provocano una guerra ventennale al termine della quale Mayer, divenuto capo dello stato dopo la defezione della Martinelli, viene processato dai vincitori con l'accusa di crimini contro l'umanità. Il mondo torna lentamente alla condizione precedente.

## Edizioni
- Tullio Avoledo, Lo stato dell'unione, Questo e altri mondi, Milano, Sironi editore, 2005, ISBN 8851800456.
- Tullio Avoledo, Lo stato dell'unione, Questo e altri mondi, Milano, Sironi editore, 2006, ISBN 8851800685.